# Herwig Pilaj
Herwig Pilaj (9 juni 1981) is een Oostenrijkse schaker met een FIDE-rating van 2403 in 2006 en 2385 in 2016. Hij is, sinds 2004, een internationaal meester (IM). 
In augustus 2005 speelde hij mee in het toernooi om het kampioenschap van Oostenrijk dat in Gmunden gespeeld werd. Hij eindigde met 4.5 punten uit 11 ronden op de tiende plaats.
Ook in juli 2012 speelde hij mee om het kampioenschap van Oostenrijk. Hij eindigde op een 13e plaats, er waren 58 deelnemers.

## Externe koppelingen
- (en)   Informatie over schaakpartijen van Herwig Pilaj op ChessGames.com
- (en)   Informatie over schaakpartijen van Herwig Pilaj op 365chess.com
- (en)  FIDE-ratinggegevens voor Herwig Pilaj